# Kanton Markoldendorf
Der Kanton Markoldendorf bestand etwa sechs Jahre von 1807 bis 1813 im Distrikt Einbeck und war Teil des Departements der Leine. Dieses wurde durch die Gründung des Königreich Westphalen durch ein Königliches Decret vom 24. Dezember 1807 zu Cassel gebildet. Markoldendorf war von Umstruktierungen zur endgültigen Festsetzung des Zustands der Gemeinden im Departement der Leine vom 16. Juni 1809 betroffen. Nach diesem Dekret wurde der Weiler Hoppensen abgespalten und die fünf neuen Gemeinden Lauenberg, Ellensen, Eilensen, Hunnesrück und Erichsburg in der unten stehenden Form dem Kanton hinzugefügt.

## Gemeinden
- Markoldendorf und Olhendorf (vor Einrichtung des Königreichs dem preußischen Hochstift Hildesheim zugerechnet)
- Holtensen mit Juliusmühle
- Amelsen und Deitersen
- Lüthorst und Portenhagen

bis 1809
- Krimmensen und Weiler Hoppensen

ab 1809
- Lauenberg mit Seelzerturm
- Ellensen, Eilensen und Domäne Hunnesrück (Krimmensen kam zu dieser Munizipalität)
- Erichsburg (Domäne, kam zu Ammensen)